# فرنچپورت (آرکانزاس)
فرنچپورت (به انگلیسی: Frenchport) یک منطقهٔ مسکونی در ایالات متحده آمریکا است که در شهرستان اواچیتا، آرکانزاس واقع شده‌است. فرنچپورت ۷۱٫۹۳ متر بالاتر از سطح دریا واقع شده‌است.